# Johan Karlsson (calciatore 2001)
Olof Johan Andreas Karlsson (20 giugno 2001) è un calciatore svedese, difensore o centrocampista del Malmö FF.

## Caratteristiche tecniche
È un giocatore versatile che può ricoprire diversi ruoli, sia in difesa che a centrocampo. Tuttavia è utilizzato in prevalenza da terzino.

## Carriera

### Club
Johan Karlsson ha iniziato a giocare a calcio nel Sunnersta AIF, sua squadra d'origine, all'età di sei anni. Nel gennaio 2018 si è trasferito al Sirius.
Ha esordito in Allsvenskan il 5 luglio 2020, entrando in campo nella vittoria per 2-1 contro l’Örebro. Contestualmente al suo inserimento nella prima squadra, è stato spostato dal ruolo di centrocampista centrale a quello di esterno a tutta fascia. Dopo aver collezionato cinque presenze in campionato durante l'estate, nell'agosto 2020 ha firmato il suo primo contratto da professionista con il club. Al termine della stagione d'esordio, ha totalizzato 20 presenze in Allsvenskan. Con la prima squadra dei neroblù è rimasto circa due anni e mezzo, nei quali ha disputato 58 presenze ufficiali tra campionato e coppe. Nell'estate 2022 Karlsson ha deciso di non rinnovare il contratto in scadenza a dicembre, avendo già raggiunto un accordo per trasferirsi al Kalmar a parametro zero a partire da gennaio 2023: di fronte a questa scelta, il Sirius ha optato per una cessione immediata. In totale, Karlsson ha disputato 58 partite ufficiali con il Sirius prima di lasciare il club.
L'11 agosto 2022 ha dunque firmato per il Kalmar. Entrato rapidamente nelle scelte titolari di Henrik Rydström al Kalmar FF, Karlsson ha mantenuto il proprio posto in squadra anche nelle stagioni successive sotto la guida di altri allenatori. Tuttavia, ha dovuto saltare le prime tredici giornate dell'Allsvenskan 2024 a causa di un infortunio al ginocchio che ha richiesto un intervento chirurgico. Al termine della stagione 2024, il Kalmar FF è retrocesso in Superettan.
Il 13 dicembre 2024 Karlsson è stato acquistato dal Malmö FF, campione di Svezia in carica, firmando un contratto quadriennale. Nel club ha ritrovato l'allenatore Henrik Rydström, già suo tecnico nei primi mesi al Kalmar.

### Nazionale
Nel 2021 ha giocato quattro partite nella nazionale svedese Under-19.
Nel 2024 ha esordito nella nazionale maggiore svedese, in occasione di un'amichevole contro l'Estonia giocata a Cipro con in campo una formazione sperimentale composta interamente da giocatori militanti nei campionati nordici.

## Statistiche
Statistiche aggiornate al 17 maggio 2021.

### Presenze e reti nei club
| Stagione        | Squadra         | Campionato      | Campionato | Campionato | Coppe nazionali | Coppe nazionali | Coppe nazionali | Coppe continentali | Coppe continentali | Coppe continentali | Altre coppe | Altre coppe | Altre coppe | Totale | Totale | Totale |
| Stagione        | Squadra         | Comp            | Pres       | Reti       | Comp            | Pres            | Reti            | Comp               | Pres               | Reti               | Comp        | Pres        | Reti        | Pres   | Reti   |        |
| --------------- | --------------- | --------------- | ---------- | ---------- | --------------- | --------------- | --------------- | ------------------ | ------------------ | ------------------ | ----------- | ----------- | ----------- | ------ | ------ | ------ |
| 2020            | Sirius          | A               | 20         | 0          | CS              | 4               | 0               |                    | -                  | -                  |             | -           | -           | 24     | 0      |        |
| 2021            | Sirius          | A               | 5          | 0          | CS              | 0               | 0               |                    | -                  | -                  |             | -           | -           | 5      | 0      |        |
| Totale carriera | Totale carriera | Totale carriera | 25         | 0          |                 | 4               | 0               |                    | -                  | -                  |             | -           | -           | 29     | 0      |        |